# Riccardo Petroni
Riccardo Petroni (ur. ok. 1250 w Sienie – zm. 10 lutego 1314 w Genui) – włoski kardynał.

## Życiorys
Pochodził ze Sieny. Studiował prawo na uniwersytecie w Bolonii. Od 1270 profesor prawa rzymskiego na uniwersytecie w Neapolu. Zyskał sławę jako jurysta. Około roku 1290 wstąpił do stanu duchownego. Za pontyfikatu Bonifacego VIII pełnił funkcję wicekanclerza Kościoła i współredagował zbiór prawa kanonicznego Liber sextus. 4 grudnia 1298 Bonifacy VIII mianował go kardynałem diakonem Sant'Eustachio. Uczestniczył w konklawe 1303, nie brał natomiast udziału w Konklawe 1304–1305 z powodu choroby. Na Soborze w Vienne 1311 bronił dobrego imienia papieża Bonifacego VIII przed zarzutami o herezję, wysuwanymi przez króla Francji Filipa Pięknego. Zmarł w Genui, gdzie przebywał jako legat papieża Klemensa V.